# Offensiva Uman'-Botoșani
L'offensiva Uman'-Botoșani (in russo Уманско-ботошанская наступательная операция?, Umanako-botošanskaja nastupatel'naja operazija; riportata da alcune fonti anche come "battaglia di Uman'"), fu un potente attacco sovietico, coronato da un grande successo, sferrato nel marzo 1944 nel corso della grande offensiva generale dell'Armata Rossa nel settore sud del Fronte orientale, durante la seconda guerra mondiale.
Le poderose forze meccanizzate del 2º Fronte Ucraino (tre armate corazzate), al comando dell'abile e duro maresciallo Ivan Konev, reduce dalla sanguinosa vittoria di Korsun', travolsero rapidamente le deboli difese tedesche della 8ª Armata del generale Otto Wöhler, dipendenti dal Gruppo d'armate Sud del feldmaresciallo Erich von Manstein. Nonostante le condizioni climatiche sfavorevoli e la quasi impraticabilità del terreno, inondato dal fango del disgelo primaverile, le armate corazzate del maresciallo Konev superarono tutti gli ostacoli e condussero a grande velocità la cosiddetta "marcia nel fango", sbaragliando le affrettate difese tedesche, sorprendendo i depositi logistici e le retrovie del nemico, e superando tutti i grandi fiumi della regione.
Alla fine del mese le forze sovietiche erano ormai giunte al confine rumeno dopo aver inflitto pesanti perdite al nemico, aver liberato tutta l'Ucraina occidentale e aver impresso una svolta definitiva alle operazioni di guerra nel settore meridionale del fronte orientale.

## Situazione strategica

### Situazione tedesca in Ucraina
Dopo la disastrosa battaglia di Korsun' (febbraio 1944) e la precaria stabilizzazione del fronte più a nord, tra Žitomir e Vinnica (gennaio 1944), la situazione globale del Gruppo d'armate Sud del capace ed esperto feldmaresciallo von Manstein, di fronte alla minacciosa e potente terza offensiva invernale dell'Armata Rossa, rimaneva molto precaria.
L'evidenza di nuovi concentramenti offensivi sovietici, nonostante l'imminente disgelo da cui sia Hitler che il feldmaresciallo si aspettavano una provvidenziale stasi delle operazioni, e il grave depauperamento delle sue forze (specialmente delle sue preziose Panzer-Division, stremate nel tentativo di salvare le truppe accerchiate a Korsun') rendevano inevitabile, secondo von Manstein, una nuova e pericolosa battaglia invernale; egli prevedeva la minaccia più grave sulla sua ala settentrionale con il rischio di una manovra nemica in direzione del Mar Nero o dei Carpazi per tagliare fuori tutte le sue forze, interrompendo la fondamentale linea ferroviaria Leopoli-Odessa, e distruggerle completamente.

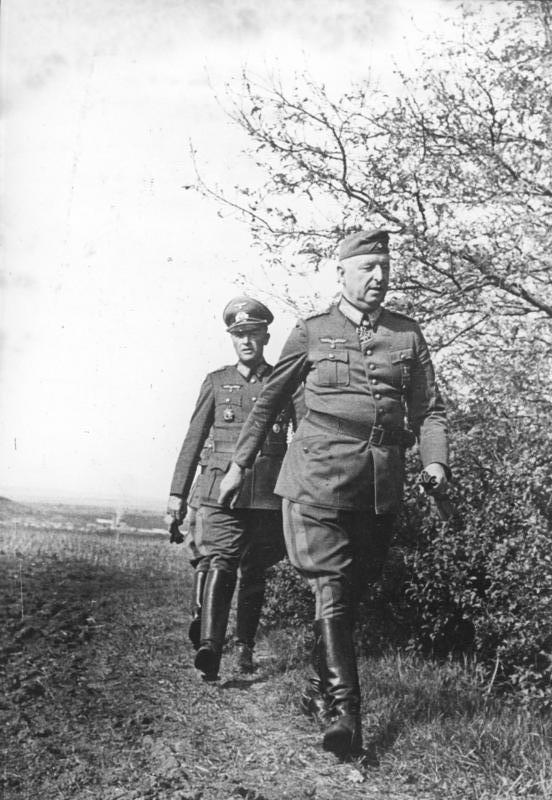
Il feldmaresciallo Manstein, comandante in capo del Gruppo d'armate Sud

Sulla base di queste presunte intenzioni del nemico, von Manstein, le cui richieste di rinforzi erano state sempre disattese da Hitler, deciso a non rafforzare più per il momento il Fronte orientale a vantaggio di un potenziamento del suo schieramento all'Ovest, in vista della probabile Invasione degli Alleati, secondo la sua celebre Direttiva strategica n. 51 del dicembre 1943, dovette quindi necessariamente procedere a una ridistribuzione delle sue limitate riserve meccanizzate.
Il feldmaresciallo decise quindi, fin dalla fine di febbraio, di dirottare la massa delle divisioni corazzate (cinque Panzerdivision), assegnate in precedenza ai generali Hans-Valentin Hube (1. Panzer-Armee) e Otto Wöhler (8ª Armata), rischierandole più a nord inquadrate nel 48º e 3º Panzerkorps a disposizione della 4. Panzerarmee (generale Erhard Raus). In questo modo il comandante tedesco intendeva sbarrare solidamente la direzione di Tarnopol e dei Carpazi, ma sguarniva pericolosamente il settore di Uman' e Kirovograd, riducendo le riserve tedesche disponibili nel settore centrale del Gruppo d'armate a sole quattro Panzerdivision indebolite e due divisioni di fanteria meccanizzata (Panzergrenadier-Division). I movimenti ferroviari delle truppe corazzate erano ancora in corso quando esplose l'offensiva generale sovietica.

### I piani offensivi sovietici

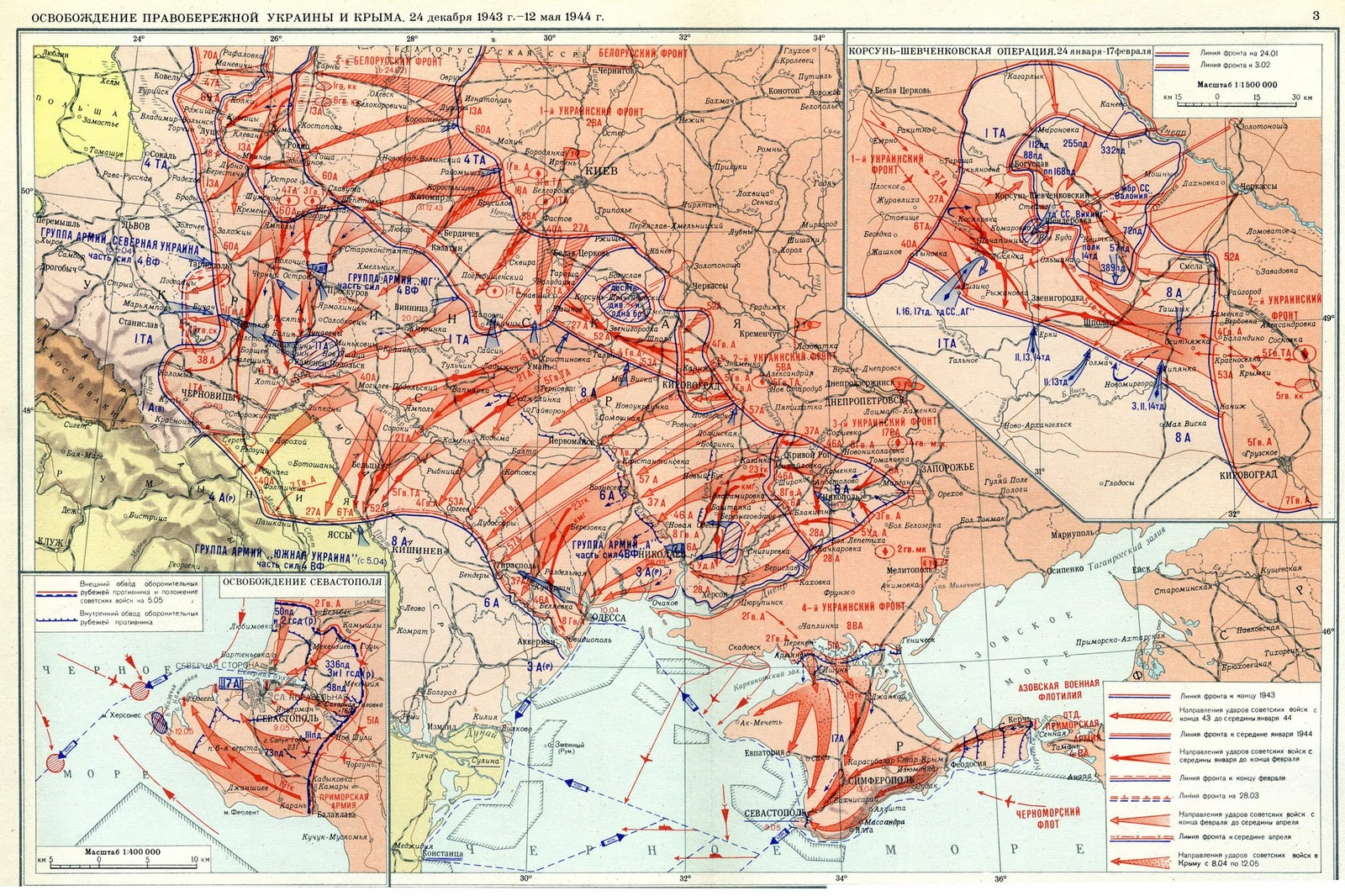
Carta delle operazioni sovietiche durante la Terza offensiva invernale del 1943-1944.

In realtà i progetti offensivi di Stalin, dettagliati nella sua direttiva generale del 18 febbraio 1944, erano ancor più grandiosi e temibili di quanto previsto dal pur realista (e pessimista, secondo Hitler) feldmaresciallo von Manstein; la pianificazione dello Stavka prevedeva addirittura una nuova offensiva globale di tutti i fronti ucraini, nonostante l'imminenza del disgelo e le gravi perdite subite nelle prime fasi della campagna invernale, per distruggere i due Gruppi d'armate tedeschi Sud e "A" (feldmaresciallo von Kleist)
A partire dal 4 marzo sarebbero quindi entrati in azione: prima il 1º Fronte Ucraino, passato al comando diretto del maresciallo Žukov, dopo la tragica morte dell'abile generale Vatutin rimasto vittima di un agguato di nazionalisti ucraini, con una poderosa spinta verso Proskurov, Černovcy e l'importante centro ferroviario di Tarnopol. Già il 5 marzo avrebbe attaccato anche il 2º Fronte Ucraino del maresciallo Ivan Konev, reduce dalla schiacciante vittoria di Korsun', con un movimento prima verso Uman' (importantissimo centro logistico e di deposito tedesco) e quindi in direzione del Bug e del Dnestr; infine il 6 marzo il 3° Fronte Ucraino del generale Rodion Malinovskij avrebbe sferrato un'ultima offensiva in direzione di Nikolaev e Odessa contro le forze tedesche del Gruppo d'armate A, schierate a meridione del Gruppo d'armate Sud di von Manstein.

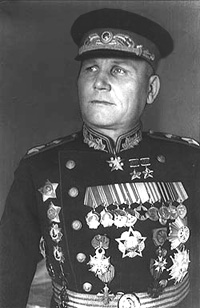
Il maresciallo Ivan Konev.

Per effettuare con successo una simile offensiva generale, progressivamente estesa da nord a sud dalla riva destra del Dnepr, lo Stato Maggiore sovietico aveva proceduto freneticamente a rinforzare le sue armate e a rischierarle con la massima rapidità e nel massimo segreto, impiegando efficaci tecniche di maskirovka (nella terminologia dell'Armata Rossa le tecniche per mascherare le proprie intenzioni operative e ingannare il nemico) per ritardare l'individuazione dei concentramenti offensivi sovietici da parte dell'intelligence tedesca.
Tutte e sei le armate corazzate dell'Armata Rossa sarebbero state impegnate: tre vennero assegnate a Žukov (1ª, 3ª della Guardia e 4ª) e tre a Konev (2ª, 5ª della Guardia e 6ª); mentre Malinovskij disponeva del gruppo di cavalleria meccanizzata del generale Pliev. Oltre alle riserve meccanizzate, Konev fu potenziato fino a 56 divisioni con sette armate di fanteria; sette armate ebbe anche Malinovskij, mentre cinque vennero assegnate a Žukov. Le formazioni in realtà presentavano gravi carenze di truppe, materiali (Žukov partì con carburante solo per tre giorni, e solo grazie ad improvvisazioni e tenaci sforzi si riuscì a far proseguire l'offensiva meccanizzata) e mezzi; e i corpi corazzati disponevano in media solo di circa 50-60 carri armati ciascuno; tuttavia nel complesso i sovietici mantenevano un chiaro vantaggio numerico e di mezzi meccanizzati rispetto alle indebolite forze della Wehrmacht. Nell'ultima parte della campagna sarebbero entrati in azione anche per la prima volta (nella 1ª Armata corazzata della Guardia del generale Michail Katukov) i nuovi potenti T-34/85, idonei ad affrontare i Tiger e i Panther tedeschi.
Il 4 marzo, dopo continue sollecitazione di Stalin e dello Stavka, per accelerare i tempi e anticipare i movimenti e le manovre difensive tedesche, il 1° Fronte Ucraino del maresciallo Žukov sferrava il suo poderoso attacco generale scatenando la cosiddetta Offensiva Proskurov-Černovcy; il giorno successivo, il maresciallo Konev sarebbe passato all'azione con la sua grande massa di forze, sul fronte di Uman' (Offensiva Uman'-Botoșani) iniziando una frenetica marcia in avanti che lo avrebbe condotto, dopo notevoli successi e grandi difficoltà di movimento, fino ai confini rumeni.

## La battaglia

### Crollo delle difese tedesche
Il 5 marzo, mentre dal giorno prima era in corso l'offensiva del maresciallo Žukov più a nord, e mentre le migliori divisioni corazzate tedesche erano già state trasferite nell'area di Proskurov o erano in partenza sui convogli ferroviari abbandonando l'area di Uman', il maresciallo Konev diede quindi inizio al suo grande attacco sferrato contro il grosso della 8ª Armata tedesca e l'ala destra della 1. Panzer-armee, un complesso di 21 divisioni (di cui quattro corazzate), molto carente di riserve mobili efficienti.
La violenza e le dimensioni dell'attacco, che ebbe subito sviluppi catastrofici per i tedeschi, sorpresero non solo i comandanti sul posto, generali Hube e Wöhler, ma lo stesso pur previdente feldmaresciallo von Manstein, maggiormente attento alla temuta offensiva sovietica più a nord, iniziata il giorno prima, e quindi in parte sorpreso dall'andamento rapidamente negativo della battaglia nel settore di Uman'. L'idea originaria di von Manstein prevedeva un concentramento di forze corazzate contro il maresciallo Žukov per respingerne l'attacco, e una metodica ritirata manovrata delle forze di Hube e Wöhler, in attesa del ritorno delle riserve corazzate; ma la velocità e la potenza della progressione delle forze meccanizzate sovietiche del 2° Fronte Ucraino del maresciallo Konev, e la gravità e la subitaneità del crollo delle difese tedesche nel settore (ed anche il fallimento dei contrattacchi a Proskurov contro il 1° Fronte Ucraino) resero rapidamente inattuabili questi ottimistici progetti.
Il maresciallo Konev, con tre armate corazzate (con oltre 800 mezzi corazzati) e sette armate di fanteria (4ª, 5ª e 7ª della Guardia, 27ª, 40ª, 52ª e 53ª Armata) sferrò un attacco di grande potenza, preceduto da un poderoso sbarramento di artiglieria. Per accelerare al massimo le operazioni e effettuare uno sfondamento in profondità delle difese nemiche, il comandante sovietico decise di correre il rischio di impegnare subito anche due delle sue armate corazzate (2ª Armata corazzata, con 231 carri armati- generale Semën Il'ič Bogdanov e 5ª Armata corazzata della Guardia, con 221 mezzi corazzati - maresciallo dei carri Pavel Rotmistrov), fidando sulla loro forza d'urto e sulla debolezza delle difese tedesche.
Le due divisioni tedesche coinvolte inizialmente dall'attacco principale crollarono e vennero rapidamente distrutte o disperse, mentre i carri armati sovietici progredirono in avanti senza attardarsi contro le sacche di resistenza. Le magre riserve corazzate tedesche (46º e 47º Panzerkorps con la 14., 24., 3. Panzer-Division ed elementi della 11. Panzer-Division, della Grossdeutschland e della Divisione SS Totenkopf), mal posizionate o in fase di trasferimento, vennero agganciate dalle armate corazzate dell'Armata Rossa e subirono a loro volta gravi perdite; notevoli materiali furono abbandonati nel fango.
Nonostante le enormi difficoltà di movimento nel terreno quasi impraticabile (il famoso schlemmperiode o rasputiza tanto atteso dai tedeschi), le colonne sovietiche, ulteriormente rafforzate da Konev con l'introduzione anche della 6ª Armata corazzata con altri 120 carri armati(generale Andrej Kravčenko), riuscirono a continuare l'avanzata in mezzo ai resti delle divisioni tedesche, raccogliendo grandi quantità di materiali, abbandonati o in avaria lungo le strade inondate dalla melma. Anche la linea del fiume Gornyj Tikič venne superata dai carri armati di Rotmistrov, e i corpi corazzati, dopo aver raccolto altro materiale tedesco abbandonato a Potaš, si aprirono la via verso il grande centro logistico e strategico di Uman, di cui l'OKH e Hitler sollecitarono ripetutamente la difesa ad oltranza.

### La marcia nel fango

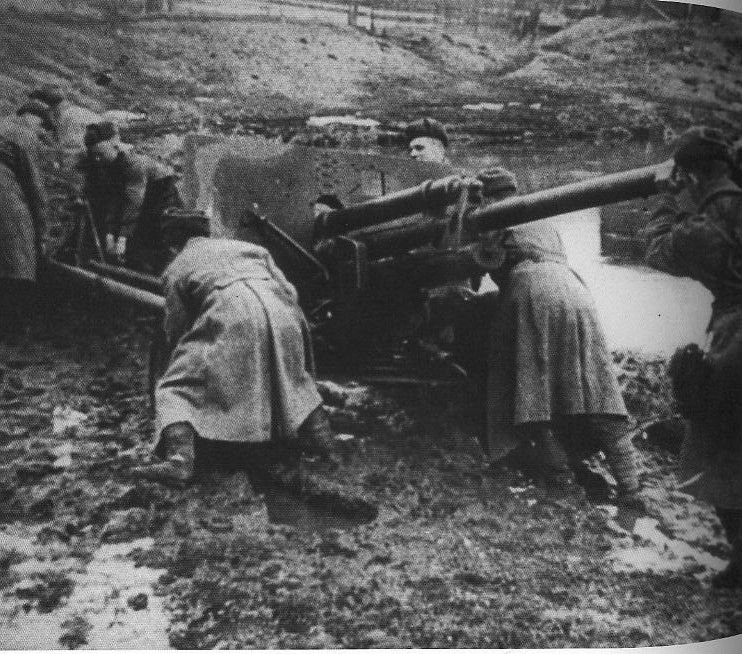
Artiglieri sovietici in azione per liberare il loro pezzo dalla presa del fango

Il 10 marzo gli elementi di punta della 2ª Armata corazzata, seguiti dai reparti della 5ª Armata corazzata della Guardia e della 52ª Armata, conquistarono d'assalto Uman', dopo aspri scontri e nonostante la strenua resistenza delle scarse forze tedesche, catturando grandi quantità di materiali e di rifornimenti, e raccogliendo un gran numero di mezzi corazzati tedeschi abbandonati nel fango delle vie cittadine (alcune fonti sovietiche parlano di oltre 200 carri armati, 600 cannoni e 12 000 automezzi catturati). Si trattava dei resti dei reparti corazzati attardati delle Panzerdivisionen in trasferimento verso ovest, sorpresi e distrutti dalle colonne corazzate sovietiche. Fin dall'8 marzo, le due armate dell'ala sinistra (5ª e 7ª Armata della Guardia) avevano attaccato dalla regione di Kirovograd, avanzando rapidamente verso Novoukrainka.
A questo punto, il maresciallo Konev diede il via, di fronte al crollo del fronte della 8ª Armata, alla frenetica marcia nel fango. Mentre von Manstein tentava disperatamente (dopo aver inutilmente richiesto rinforzi a Hitler e aver sollecitato un ripiegamento strategico di tutta l'ala meridionale tedesca durante la riunione al Quartier generale del Führer del 19 marzo) di impedire la disgregazione totale del suo Gruppo d'armate e cercava di evitare (ipotizzando un irrealizzabile contrattacco del debole 47º Panzerkorps) che i resti della 8ª Armata fosse rigettati verso sud perdendo ogni collegamento con la sua ala nord e con la 1. Panzerarmee in precipitoso ripiegamento verso ovest, le armate corazzate sovietiche procedevano nonostante il terreno fangoso alla massima velocità verso i grandi fiumi dell'Ucraina occidentale, avvantaggiati dalla rustica efficienza dei loro mezzi corazzati e dall'impiego dei resistenti autocarri americani Studebaker, in grado di muoversi anche nel terreno molle.
La manovra del 2° Fronte Ucraino ebbe pieno successo: già l'11 marzo le formazioni di testa (16º Corpo corazzato) della 2ª Armata corazzata, guidata dall'energico generale Bogdanov, raggiunsero il Bug meridionale e costituirono rapidamente una testa di ponte a Dzulinka, mentre il 29º Corpo corazzato della 5ª Armata corazzata della Guardia conquistava d'assalto Gaivoron. Con mezzi di fortuna e senza attendere l'afflusso di forze di rincalzo, le unità corazzate russe attraversarono subito il fiume e proseguirono ancora in avanti, trovando solo una sporadica e debole resistenza.
Già il 15 marzo, il 16º Corpo corazzato, rafforzato da elementi della 6ª Armata corazzata (5º Corpo corazzato della Guardia), intercettava la linea ferroviaria Žmerinka-Odessa (di fatto tagliando i collegamenti tra l'ala nord e l'ala sud del Gruppo d'armate Sud) e si avvicinava al Dnestr, conquistando Jampil'; furono tuttavia le brigate corazzate del 29º Corpo corazzato dell'armata corazzata del maresciallo Rotmistrov a raggiungere per primi il grande fiume il 17 marzo e ad attraversarlo subito vicino Soroki.
Nei giorni seguenti altre armate di Konev si affiancarono lungo il Dnestr: la 4ª Armata della Guardia, la 52ª Armata e il grosso della 2ª Armata corazzata e della 5ª Armata corazzata della Guardia; tra il 19 e il 21 marzo anche questo fiume venne attraversato d'assalto a Soroki e a Mogilëv-Podol'skij, furono i reparti del 5º Corpo meccanizzato della 6ª Armata corazzata che passarono per primi sulla riva destra. Il fronte tedesco nel settore era ormai disgregato: i resti della 8ª Armata rifluivano miseramente a sud su terreni inondati dal disgelo, mentre gli elementi corazzati superstiti, raggruppati nella 1. Panzerarmee del generale Hube, marciavano penosamente verso ovest rischiando di essere circondati tra le forze del maresciallo Konev, in inarrestabile avanzata verso i Carpazi rumeni, e quelle del maresciallo Žukov, provenienti da nord e in marcia verso Černovcy, dopo aver superato la dura resistenza della 4. Panzer-armee.

### Ai confini della Romania
In questa fase Stalin e lo Stavka intervennero nelle operazioni con nuove direttive per affrettare l'avanzata sia del generale Malinovskij, che, dopo aver attaccato il 6 marzo, aveva superato uno dopo l'altro l'Ingulec, il Visun, l'Ingul, raggiunto a sua volta il Bug meridionale il 22 marzo, ora marciava su Odessa, sia del maresciallo Konev. Quest'ultimo, secondo la nuova pianificazione della dirigenza politico-militare sovietica (come sempre eccessivamente ambiziosa nei suoi progetti e nei suoi obiettivi) doveva, a partire dalle teste di ponte sul Dnestr, avanzare contemporaneamente sia verso sud e sud-ovest con il grosso delle sue forze (40ª, 27ª e 52ª Armata) per irrompere in Romania in collaborazione con Malinovskij; sia verso nord-ovest, facendo intervenire aliquote della 40ª Armata a Chotin, per collaborare con il maresciallo Žukov nell'accerchiamento dell'armata corazzata del generale Hube nell'area di Kamenec-Podol'skij.

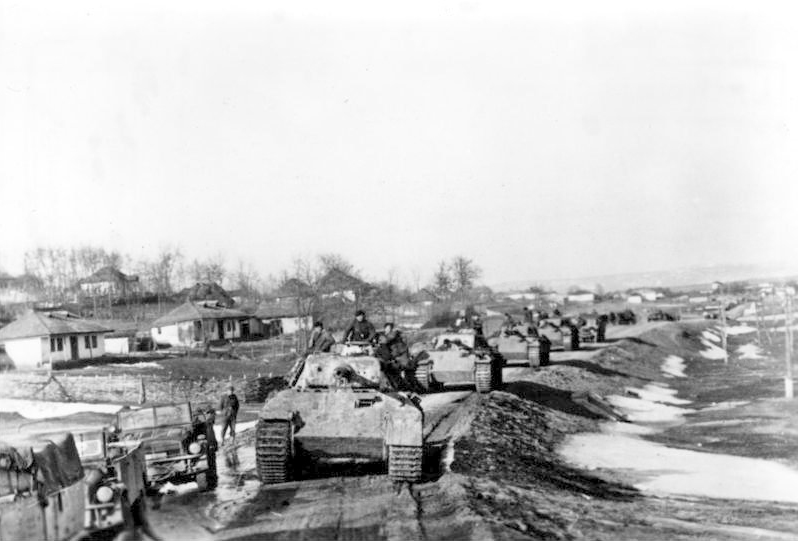
Colonna di Panther tedeschi in marcia sul fronte rumeno nell'aprile 1944

Le armate di Konev, quindi, dopo la frenetica "offensiva nel fango" per centinaia di chilometri, diedero inizio all'ultima fase della travolgente avanzata, nonostante il loro indebolimento a causa delle perdite e delle enormi difficioltà logistiche (una parte dei rifornimenti dovettero essere trasportati da piccoli aerei da collegamento sovietici). Pur di fronte a un irrigidimento della resistenza nemica, ora rafforzata anche dall'afflusso di importanti forze rumene, la sera del 25 marzo i sovietici raggiunsero anche il Prut e la frontiera rumena, superando per la prima volta nella guerra la vecchia frontiera sovietica precedente all'invasione tedesca (l'evento fu salutato trionfalmente a Mosca).
Furono i reparti della 52ª e 27ª armata a occupare l'area del fiume tra Lopatkina e Skljana, a nord di Iași; nei giorni seguenti e agli inizi di aprile le forze del maresciallo si consolidarono sulle posizioni raggiunte, attraversarono anche il Prut su vasto fronte e progredirono verso Iași con le tre armate corazzate affiancate (6ª, 2ª e 5ª Armata corazzata della Guardia), mentre le armate dell'ala sinistra penetravano in Bessarabia, occupando Dubăsari, Orgejev e Skuljani, e mantenendo il contatto con le forze del generale Malinovskij che, dopo aver liberato Nikolaev il 28 marzo e Odessa il 10 aprile raggiunsero Grigoriopol e Dubăsari.
La manovra di accerchiamento di Kamenec-Podol'skij invece non ebbe completo successo; il generale Hube riuscì a sfuggire dalla sacca con gran parte delle sue truppe (pur perdendo molto materiale) marciando verso ovest (secondo le indicazioni di von Manstein, che era riuscito a convincere Hitler durante la riunione del 25 marzo) e ingannando in parte il maresciallo Žukov che si attendeva una sua ritirata verso sud e il Dnestr. In questa fase, inoltre, il feldmaresciallo von Manstein e poi il suo successore feldmaresciallo Model (Manstein venne destituito da Hitler il 30 marzo insieme a von Kleist e ritenuto responsabile della disfatta e della perdita di tutta l'Ucraina occidentale), riuscirono a rafforzare il loro schieramento e, con l'afflusso di potenti riserve corazzate da ovest (2º Panzerkorps SS) contrattaccarono a Bučač e Tarnopol favorendo la manovra di ritirata di Hube e fermando l'avanzata sovietica nei Carpazi (9 aprile 1944).
Nonostante questo insuccesso nel settore del maresciallo Žukov, il 2° Fronte Ucraino del maresciallo Konev continuò a progredire in territorio rumeno e nei primi giorni di aprile le sue armate dell'ala destra (7ª Armata della Guardia, 27ª e 40ª Armata) occuparono ancora Bălți, Pașcani, Suceava e soprattutto Botoșani, attraversando dopo il Prut anche il Seret, e coronando con queste vittorie la lunga avanzata. Tuttavia, anche in questo settore, la resistenza nemica si era ormai rafforzata: i resti dell'8ª Armata del generale Wöhler e della 6ª Armata, appoggiate validamente da due nuove armate rumene, riuscirono a evitare la completa distruzione e organizzarono un nuovo solido schieramento difensivo che permise temporaneamente di bloccare ulteriori avanzate sovietiche in Romania (Battaglia di Târgu Frumos) e di mantenere un precario contatto con le armate tedesche dell'ala settentrionale nella regione di Kuty (15 aprile).

## Bilancio e conseguenze
Alla metà di aprile, quindi, l'audace marcia delle colonne meccanizzate del maresciallo Konev in mezzo al mare di fango della rasputiza ucraina si arrestò in Bessarabia e Bucovina, dopo un'avanzata dal Dnepr al Prut di oltre 400 km in meno di un mese, e dopo aver inflitto una pesante sconfitta alle forze tedesche schierate nel settore.
Dal punto di vista tattico, le forze sovietiche, guidate con grande energia dal maresciallo Konev (che assurse alla fama nazionale dopo le due grandi vittorie di Korsun' e Uman'), diedero prova di grande slancio offensivo, di una notevole abilità nella conduzione di manovre corazzate in velocità, di flessibilità di comando, di capacità di improvvisazione sia nel superamento dei grandi fiumi ucraini, ostacoli apparentemente in grado, secondo gli auspici di Hitler e del comando tedesco, di fermare agevolmente il nemico, sia nel venire a capo delle difficoltà climatiche e del terreno paludoso.
Le forze tedesche diedero segni di cedimento (anche se il numero dei prigionieri catturati dai sovietici fu basso, 96 000 uomini in tutta la campagna, di cui circa 35 000 presi dal fronte di Konev), molti materiali furono abbandonati e anche formazioni di prima qualità subirono gravi sconfitte; nel complesso tuttavia l'esercito tedesco si batté ancora bene, inflisse gravi perdite e riuscì in qualche modo a effettuare una lunga ed estenuante ritirata senza un crollo totale.

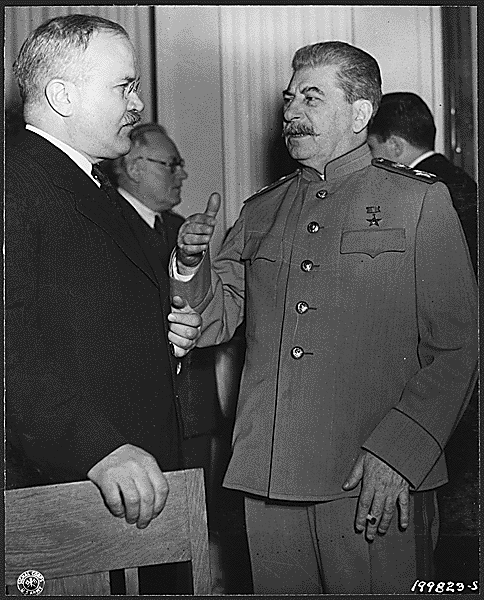
Stalin, nella foto a colloquio con Molotov, dopo le vittorie invernali in Ucraina, poté attendere con fiducia l'apertura del Secondo Fronte all'Ovest, e organizzare i suoi complessi programmi politici mirati al predominio in Europa orientale.

Durante le operazioni, la 8ª Armata venne praticamente distrutta e la 1. Panzerarmee dovette ripiegare verso nord-ovest perdendo il collegamento con le altre forze della Wehrmacht schierate a sud; le perdite di uomini e materiali tedesche furono notevoli. La rapida avanzata del maresciallo ebbe anche un ruolo fondamentale per assicurare il pieno successo dell'intera seconda fase della Terza offensiva invernale sovietica, favorendo le vittorie contemporanee del maresciallo Žukov più a nord e del generale Malinovskij a sud, e determinò anche una svolta strategica nel settore meridionale del fronte orientale, disgregando definitivamente il Gruppo d'armate Sud del feldmaresciallo von Manstein, ormai frammentato irreversibilmente in due masse separate dalla cresta dei Carpazi con precari collegamenti tra loro.
Hitler, che alla fine del mese di aprile, rassicurato dall'apparente stabilizzazione del fronte dopo i contrattacchi di Model favoriti dall'afflusso di riserve corazzate stazionanti a ovest (con conseguente indebolimento dell'esercito tedesco sull'Invasionfront), diramò ancora ottimistici comunicati su un presunto esaurimento della spinta sovietica, dovette tuttavia prendere atto della situazione strategica e organizzare, al posto del vecchio Gruppo d'armate Sud, due nuovi raggruppamenti separati, i Gruppi d'armate Ukraina Nord e Ukraina Süd, nominando alla loro testa due tenaci combattenti vicini al nazismo come Model e Schörner, al posto degli esperti strateghi Manstein e Kleist.
Quanto a Stalin, sempre insoddisfatto e frenetico nelle sue richieste ai generali sul campo, accordò solo con riluttanza la sospensione dei combattimenti (prima il 16 aprile, e definitivamente ai primi di maggio) richiesta da Žukov e Konev, ma, pur pienamente soddisfatto dagli straordinari risultati raggiunti con la completa liberazione dell'Ucraina occidentale, passò immediatamente a pianificare con lo Stavka la successiva offensiva estiva che avrebbe avuto sviluppi decisivi nel settore centrale del Fronte Est.
La spettacolare avanzata del maresciallo Konev fino in Romania ebbe inoltre anche rilevanti ripercussioni di natura politica; il governo rumeno del dittatore Antonescu mostrò i primi segni di sfaldamento, alcuni contatti segreti con i sovietici a Stoccolma vennero attivati per sondare le possibilità di uscire dal campo tedesco, al Cairo l'emigrazione democratica rumena rinsaldò i contatti con gli Alleati in vista di un prevedibile crollo del governo Antonescu, mentre Stalin non mancò di organizzare il Partito comunista rumeno per i suoi scopi di predominio su questo stato balcanico.
La Terza offensiva invernale sovietica si concludeva quindi, alla vigilia dell'apertura del Secondo Fronte a ovest, con grandi risultati per Stalin e l'Unione Sovietica; anche se a costo di pesanti perdite umane e materiali come sempre (le perdite sovietiche, morti, feriti e dispersi, durante tutta l'offensiva invernale furono di 1.100 000 soldati e oltre 4000 carri armati), l'Armata Rossa aveva raggiunto risultati strategici decisivi nel settore ucraino e, grazie soprattutto alla vittoriosa marcia corazzata del maresciallo Konev fino al Dnestr e al Prut, aveva sbaragliato un gran numero di formazioni tedesche (le perdite tedesche su tutto il Fronte orientale dal 24 dicembre 1943 al 30 aprile 1944 ammontarono a oltre un milione di uomini tra morti, feriti e prigionieri, e a circa 1800 carri armati distrutti) e raggiunto una posizione favorevole a risolvere con successo la guerra all'est ed anche a raggiungere gli obiettivi politico-diplomatici di Stalin riguardo all'Europa orientale.